# Cod. pal. lat.
Cod. pal. lat. steht für Codices Palatini Latini und bezeichnet die lateinischen Codizes der Bibliotheca Palatina, die seit 1623 in der Biblioteca Apostolica Vaticana in Rom verwahrt werden. Insgesamt handelt es sich um etwa 2050 Werke, darunter etwa 130 der Bibliotheca Laureshamensis. Neben den Codices Palatini Latini spricht man von den Codices Palatini Graeci und den Codices Palatini Germanici, also den griechischsprachigen und deutschsprachigen Werken in der Palatina.
Das Akronym Cod. pal. lat. wird oft auch noch weitergehend zu Cpl vereinfacht.

## Einige Codices Palatini Latini
- Cod. Pal. lat. 220, siehe Lorscher Bienensegen
- Cod. Pal. lat. 577, kirchenrechtliche Sammelhandschrift, siehe Codex Palatinus Latinus 577
- Cod. Pal. lat. 629, Prachtausgabe einer kirchenrechtlichen Sammelhandschrift, siehe Codex Palatinus Latinus 629
- Cod. Pal. lat. 979, siehe Secretum secretorum
- Cod. Pal. lat. 1071, Falkenbuch von Friedrich II., siehe De arte venandi cum avibus
- Cod. Pal. lat. 1080c, siehe Antidotarium Magnum
- Cod. Pal. lat. 1519, siehe Liber de cultura hortorum

Die Codices Palatini Latini wurden unter der Federführung der Universität Heidelberg digitalisiert und können online in bester Qualität eingesehen werden.